# Sesa de Abaixo
Sesa de Abaixo es una aldea española, actualmente despoblada, que forma parte de la parroquia de Viñós, del municipio de Arzúa, en la provincia de La Coruña.